# Maria Kulle
Hulda Maria Charlotte Kulle, född 26 april 1960 i Konga i Skåne, är en svensk skådespelare och gårdsägare.

## Biografi
Maria Kulle är dotter till skådespelaren Jarl Kulle och friherrinnan Louise Hermelin. Hon växte upp på herrgården Krontorp i Eldsberga i Halland. Då hon var åtta år skilde sig föräldrarna. Hon studerade vid Teaterhögskolan i Malmö 1985–1988. Efter studierna har hon bland annat varit engagerad vid Malmö stadsteater, Stockholms stadsteater och på privatteatrar och ingår i Helsingborgs stadsteaters fasta ensemble. Under 2012 spelade hon i den framgångsrika uppsättningen av Alan Ayckbourns trilogi Treater på Intiman i Stockholm.
Hon belönades med en Guldbagge i kategorin Bästa kvinnliga huvudroll för Fyra nyanser av brunt. 2011 tilldelades hon Helsingborgs Dagblads kulturpris.
Sedan moderns död 2010 har hon parallellt med skådespeleriet övertagit driften av uppväxtplatsen Krontorps gård i Eldsberga med jordbruk och hästavel.

## Filmografi, i urval
- 1982 – Studenten (TV-film)
- 1984 – Svenska brott (TV-serie)
- 1989 – Fallgropen
- 1994 – Frihetens skugga (TV-serie)
- 1998 – Den tatuerade änkan
- 1998 – Ivar Kreuger (TV-serie)
- 2001 – Sprängaren
- 2004 – Fyra nyanser av brunt
- 2006 – Wallander – Täckmanteln
- 2007 – Allt om min buske
- 2007 – Gynekologen i Askim (TV-serie)
- 2008 – Maria Larssons eviga ögonblick
- 2011 – Bibliotekstjuven (TV-serie)
- 2011 – Gynekologen i Askim (TV-serie)
- 2012 – Hinsehäxan (TV-serie)
- 2013 – Inte flera mord (TV-film)
- 2013–2017 – Fröken Frimans krig (TV-serie)
- 2014 – Hallonbåtsflyktingen
- 2015 – Bron (TV-serie)
- 2016 – Jag älskar dig – en skilsmässokomedi
- 2016 – Finaste familjen (TV-serie)
- 2018 – Bron (TV-serie)
- 2018 – Ted – För kärlekens skull
- 2018 – Maria Wern - Viskningar i vinden (TV-serie)
- 2018 – Sthlm Rekviem (TV-serie)

## Teater

### Roller (ej komplett)
| År   | Roll               | Produktion                                                                            | Regi                       | Teater                                             |
| ---- | ------------------ | ------------------------------------------------------------------------------------- | -------------------------- | -------------------------------------------------- |
| 1984 |                    | Emil i Lönneberga Astrid Lindgren                                                     | Staffan Götestam           | Göta Lejon                                         |
| 1987 |                    | Jaktscener från Nedre Bayern (Jagdszenen aus Niederbayern) Martin Sperr               | Magnus Bergquist           | Malmö stadsteater                                  |
| 1987 | Cecile de Volanges | Farliga förbindelser (Les Liaisons Dangereuses) Christopher Hampton                   | Kerstin Birde              | Malmö stadsteater                                  |
| 1988 |                    | Skandal i familjen (A small family business) Alan Ayckbourn                           | Lennart Olsson             | Malmö stadsteater                                  |
| 1989 |                    | Trettondagsafton (Twelfth Night, or What You Will) William Shakespeare                | Otomar Krejča              | Malmö stadsteater                                  |
| 1993 |                    | Bernardas hus (La casa de Bernarda Alba) Federico García Lorca                        | Ronny Danielsson           | Malmö stadsteater                                  |
| 1999 | Toine              | Piaf Pam Gems                                                                         | Benny Fredriksson          | Stockholms stadsteater                             |
| 2002 | Gun                | Regnbågens rot Inger Alfvén                                                           | Margita Ahlin              | Helsingborgs stadsteater                           |
| 2002 | Medea              | Medea (Μήδεια Mēdeia) Euripides                                                       | Wiveka Warenfalk           | Helsingborgs stadsteater                           |
| 2003 | Gunilla            | Himmavid (Masjävlar) Maria Blom                                                       | Jan Nielsen                | Helsingborgs stadsteater                           |
| 2003 | Katarina           | LisaLouise Majgull Axelsson                                                           | Wiveka Warenfalk           | Helsingborgs stadsteater                           |
| 2004 | Flicka 6           | Café Europa (A şaptea cafanã) Dumitru Crudu(ro), Mihai Fusu och Nicoleta Esinencu(en) | Carl Kjellgren             | Helsingborgs stadsteater                           |
| 2004 | Masja              | 3 systrar (Три сeстры, Tri sestry) Anton Tjechov                                      | Christian Tomner           | Helsingborgs stadsteater                           |
| 2004 | Mamma Drottningen  | Askungen, en saga för vår tid Gunilla Boëthius                                        | Anette Norberg             | Helsingborgs stadsteater                           |
| 2005 | Betty              | Limbo Margareta Garpe                                                                 | Göran Stangertz            | Helsingborgs stadsteater                           |
| 2006 | Konferenciern      | Cabaret John Kander, Fred Ebb och Joe Masteroff                                       | Christian Tomner           | Helsingborgs stadsteater                           |
| 2007 | Madame de Merteuil | Farliga förbindelser (Les Liaisons dangereuses) Christopher Hampton                   | Solbjørg Højfeldt          | Helsingborgs stadsteater                           |
| 2008 | Mary               | Everything goes - Man kan lika gärna leva! Dorothy Parker och Cole Porter             | Dan Kandell                | Helsingborgs stadsteater                           |
| 2009 |                    | Cancerbalkongen Marianne Goldman                                                      | Christian Tomner           | Helsingborgs stadsteater                           |
| 2009 | Hotellstäderskan   | Bruden som visste för lite (Perfect Wedding) Robin Hawdon                             | Pontus Ströbaek            | Fjäderholmsteatern                                 |
| 2009 | Lucy Lockit        | Tiggarens opera (The Beggar's Opera) John Gay                                         | Johan Wahlström            | Helsingborgs stadsteater                           |
| 2011 | Job                | Sandholm Anna Bro(da)                                                                 | Moqi Simon Trolin          | Helsingborgs stadsteater                           |
| 2011 | Louise Molander    | Politik Henning Mankell                                                               | Vibeke Bjelke              | Helsingborgs stadsteater                           |
| 2012 | Sarah              | Treater (The Norman Conquests) Alan Ayckbourn                                         | Emma Bucht                 | Intiman                                            |
| 2014 | Fru Ranevskaja     | Körsbärsträdgården (Вишнёвый сад, Visjnjovyj sad) Anton Tjechov                       | Vibeke Bjelke              | Helsingborgs stadsteater                           |
| 2015 | Marianne           | Scener ur ett äktenskap Ingmar Bergman                                                | Vibeke Bjelke              | Helsingborgs stadsteater                           |
| 2016 | Mormor             | Ensam och Esmeralda Martina Montelius                                                 | Agneta Ehrensvärd          | Dramaten                                           |
| 2016 |                    | Improvisation på slottet Andreas T Olsson                                             | Andreas T Olsson           | Dramaten                                           |
| 2017 | Medverkande        | Prata högre, Karin - En tryckfrihetsrevy Lotta Olsson och Georg Wadenius              | Olle Törnqvist             | Kulturhuset Stadsteatern                           |
| 2018 | Ebenezer Scrooge   | En julsaga (A Christmas Carol in Prose) Charles Dickens                               | Viktor Tjerneld            | Helsingborgs stadsteater                           |
| 2018 |                    | First lady Lotta Olsson                                                               | Iwa Boman                  | Kulturhuset Stadsteatern/ Helsingborgs stadsteater |
| 2019 |                    | Stora drömmar Hans Marklund och Lotta Olsson                                          | Hans Marklund              | Helsingborgs stadsteater på Sofiero slott          |
| 2020 | Martha             | Vem är rädd för Virginia Woolf? (Who's Afraid of Virginia Woolf?) Edward Albee        | Eva Dahlman (skådespelare) | Helsingborgs stadsteater                           |